# Iso-Lehtonen
Iso-Lehtonen eller Lehtosenjärvi är en sjö i Finland. Den ligger i kommunen Haapajärvi i landskapet Norra Österbotten, i den centrala delen av landet, 400 km norr om huvudstaden Helsingfors. Lehtosenjärvi ligger 131,8 meter över havet.'LMV'/> I omgivningarna runt Iso-Lehtonen växer i huvudsak blandskog. Arean är 19,8 hektar och strandlinjen är 2,46 kilometer lång. Sjön  ingår i Kalajoki älvs huvudavrinningsområde. 